# Edson Celulari
Edson Francisco Celulari, né le 20 mars 1958 à Bauru, est un acteur brésilien.

## Filmographie

### Télévision
- 1978 – Salário Mínimo
- 1979 – Gaivotas : Mário
- 1980 – Marina : Ivan
- 1980 – Plumas & Paetês : Kurlan
- 1981 – Ciranda de Pedra : Sérgio
- 1982 – O Homem Proibido : Carlos
- 1983 – Guerra dos Sexos : Zenon da Silva
- 1983 – Louco Amor : Marcelo Paiva (cameo)
- 1984 – Amor com Amor Se Paga : Tomás Correia
- 1985 – Um Sonho a Mais : Joaquim
- 1986 – Cambalacho : Thiago Souza e Silva
- 1987 – Sassaricando : Jorge Miguel
- 1988 – Chapadão do Bugre (miniseries) : José de Arimatéia
- 1989 – Que Rei Sou Eu? : Jean Pierre
- 1990 – Brasileiras e Brasileiros : Totó – SBT
- 1992 – Deus nos Acuda : Ricardo Bismark
- 1993 – Fera Ferida : Raimundo Flamel / Feliciano Júnior
- 1995 –  Decadência : Mariel Batista
- 1995 – Explode Coração : Júlio Falcão
- 1997 – A Justiceira (series) : Jamil
- 1998 – Dona Flor e seus dois maridos (miniseries) – Vadinho
- 1998 – Torre de Babel – Henrique Toledo
- 1999 – Vila Madalena (TV series)|Vila Madalena : Solano
- 2000 – Aquarela do Brasil (TV series)|Aquarela do Brasil (miniseries) : Hélio Aguiar
- 2001 – As Filhas da Mãe : Edmilson Rocha
- 2002/2003 – Sabor da Paixão : Jean Valjean
- 2003/2004 – Celebridade : Lui-même
- 2005 – América : Glauco Lopes Prado
- 2006/2007 – Le Roman de la vie : Sílvio Duarte
- 2008 – Beleza Pura : Guilherme Medeiros
- 2011 – Araguaia : Fernando Rangel
- 2012 – Guerra dos Sexos : Felipe de Alcántara Pereira Barreto
- 2014/2015 - Alto Astral : Marcelo Barbosa
- 2017 - A Força do Querer : Raul Dantas Sabóia (Dantas)
- 2018 - O Tempo Não Para : Dom Sabino

### Cinéma
- 1981 – Asa Branca - Um Sonho Brasileiro
- 1981 – Os Vagabundos Trapalhões
- 1983 – Inocência
- 1985 –Ópera do Malandro
- 1986 – Brasa Adormecida
- 1986 – Sexo Frágil
- 1997 – For All - O Trampolim da Vitória
- 2004 – Sexo, Amor e Traição
- 2006 – Diário de um Novo Mundo

### Théâtre
- 1977 – "Errare Humanum Est"
- 1978 – "O despertar da primavera"
- 1990 – "Calígula"
- 1990 – "Ela odeia mel"
- 2007 – "Dom Quixote de Lugar Nenhum"